# كولن ماكجوبيلا
كولن ماكجوبيلا (بالإنجليزية: Collen Makgopela)‏ (26 أكتوبر 1985 في جنوب أفريقيا - ) هو لاعب كرة قدم جنوب أفريقي في مركز الوسط. لعب مع بلاتينيوم ستارز ‏.